# ГЕС Bǎopínghé
ГЕС Bǎopínghé (宝瓶河水电站) — гідроелектростанція у північній частині Китаю в провінції Ганьсу. Знаходячись між ГЕС Huángcángsì (32 МВт, вище по течії) та ГЕС Сандаован, входить до складу каскаду на річці Жошуй (Хейхе), котра прямує до безсточного басейну на північ від гір Наньшань.
В межах проекту річку перекрили кам’яно-накидною греблею із бетонним облицюванням висотою 94 метра та довжиною 147 метрів, яка потребувала 0,9 млн м3 матеріалу. Вона утримує водосховище з об’ємом 25,5 млн м3 та нормальним рівнем поверхні на позначці 2526 метрів НРМ (під час повені рівень може зростати до 2527 метрів НРМ, а об’єм – до 28,7 млн м3).
Зі сховища через лівобережний гірський масив прокладено дериваційний тунель довжиною 7 км з діаметром 5,8 метра. Він транспортує ресурс для трьох турбін типу Френсіс – двох потужністю по 50 МВт та однієї з показником у 23 МВт. Вони використовують напір від 130 до 154 метрів (номінальний напір 140 метрів) та забезпечують виробництво 411 млн кВт-год електроенергії на рік.